# Transporte en Andalucía
Para Andalucía, por su posición extrínseca en Europa, resulta de vital importancia hacerse de buenas comunicaciones para su conexión con los centros económicos del país y del continente. Está bien comunicada por mar, debido a su privilegiada situación entre Europa y África.

## Aeropuertos

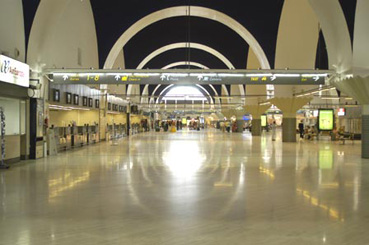
Interior del Aeropuerto de Sevilla.

Andalucía posee seis aeropuertos, de los cuales cinco son internacionales. Existe el proyecto de construcción de otro aeropuerto en Huelva para su próxima puesta en servicio y en fase de construcción se halla el Aeropuerto de Antequera, que será el primer aeropuerto privado de la comunidad.
El tráfico de pasajeros está muy concentrado, teniendo el aeropuerto de Málaga el 63% de los pasajeros totales de la comunidad. Los dos aeropuertos con más tráfico (Málaga y Sevilla), acaparan el 87% del total. Según el número de pasajeros el orden de importancia de los aeropuertos andaluces son el siguiente:
- Aeropuerto de Málaga-Costa del Sol, principal aeropuerto de Andalucía, por sus instalaciones se movieron 18,6 millones de pasajeros en el año 2017. En 2009 se amplió, con una segunda pista y una tercera terminal.

- Aeropuerto de Sevilla, situado a unos 10 km del centro de Sevilla, segundo en importancia, con 4,6 millones de pasajeros durante el 2016.

- Aeropuerto de Jerez, se sitúa a 8 km al noroeste de Jerez de la Frontera. Posee vuelos a las principales ciudades de España y Europa occidental. Por sus instalaciones pasaron de 1 millón de pasajeros en 2016.

- Aeropuerto de Granada, especialmente utilizado por las compañías de vuelos de bajo coste. Muy utilizado por los turistas para llegar a Sierra Nevada. Durante el 2007 lo visitaron casi 1,45 millones de pasajeros.

- Aeropuerto de Almería, posee conexiones con Madrid y Barcelona y con Londres. En este aeropuerto operan varias compañías de bajo coste. En 2007 tuvo 1,2 millones de pasajeros.

- Aeropuerto de Córdoba. Desde hace años carece de vuelos regulares de pasajeros. Durante el 2011 tuvo 8.442 pasajeros.[1]

| Total | 26.701.251 | 1.007.446 | 7.910 | 901.961 | 1.046.251 | 18.628.876 | 5.108.807 |

Además, en territorio andaluz se encuentran dos bases aéreas de las Fuerzas Armadas Españolas de uso compartido con Estados Unidos: la Base Naval de Rota y la Base Aérea de Morón de la Frontera, así como otras bases del Ejército del Aire español y un número de aeródromos menores de uso mayormente deportivo. Finalmente, el Aeropuerto de Gibraltar, construido sobre territorio disputado, contará en un futuro próximo con una nueva terminal que dará servicio a la comarca del Campo de Gibraltar.

## Puertos

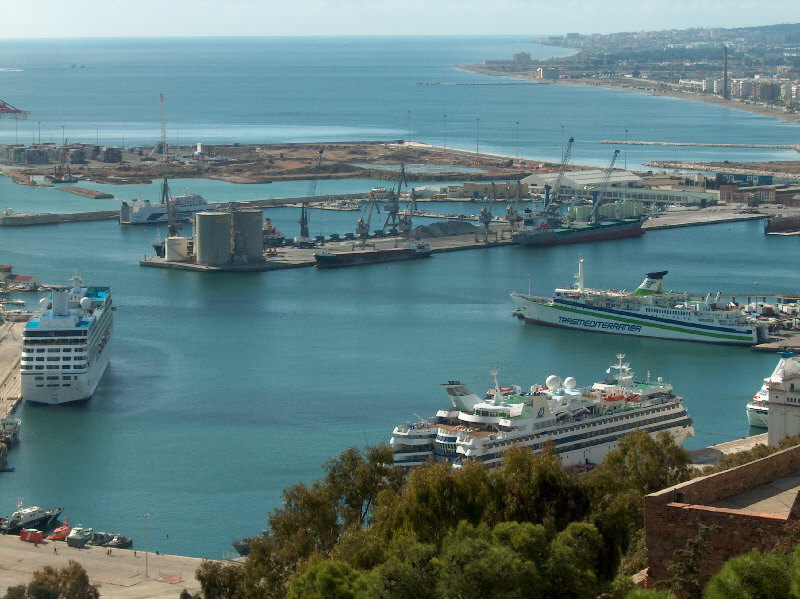
Puerto de Málaga.

Los puertos de Andalucía funcionan bien porque cada uno tiene diversas perspectivas. Por el transporte de mercancías destacan el Puerto Bahía de Algeciras, el Puerto de Huelva y el Puerto de Sevilla, siendo el Puerto de Algeciras el de mayor tráfico de España, con más de 65 millones de toneladas en 2010. 
| Total                  | 103.781.771 | 65.399.025 | 3.767.180 | 3.832.488 | 22.232.181 | 2.261.905 | 1.923.403 | 5.592.868 |
| Navegación de cabotaje | 17.843.031  | 8..441.811 | 665.188   | 1.316.565 | 4.928.273  | 657.950   | 605.965   | 1.227.279 |
| Navegación exterior    | 85.938.740  | 56.957.214 | 3.101.992 | 2.515.923 | 17.303.908 | 1.603.955 | 1.317.438 | 4.365.589 |

Por el transporte de pasajeros destacan el Puerto Bahía de Algeciras con 4.730.699, el Puerto de Almería con 995.004 y el Puerto de Málaga con 985.038.
Por el transporte de pasajeros de cruceros destacan el Puerto de Málaga con 659.123 y el Puerto de Cádiz con 334.162. 
Aparte de ellos, el litoral andaluz está jalonado por una gran cantidad de puertos, tanto de pescadores como deportivos, como el de Puerto Banús, Fuengirola, Almerimar o Aguadulce.

## Red viaria

Red viaria en Andalucía de primer orden.

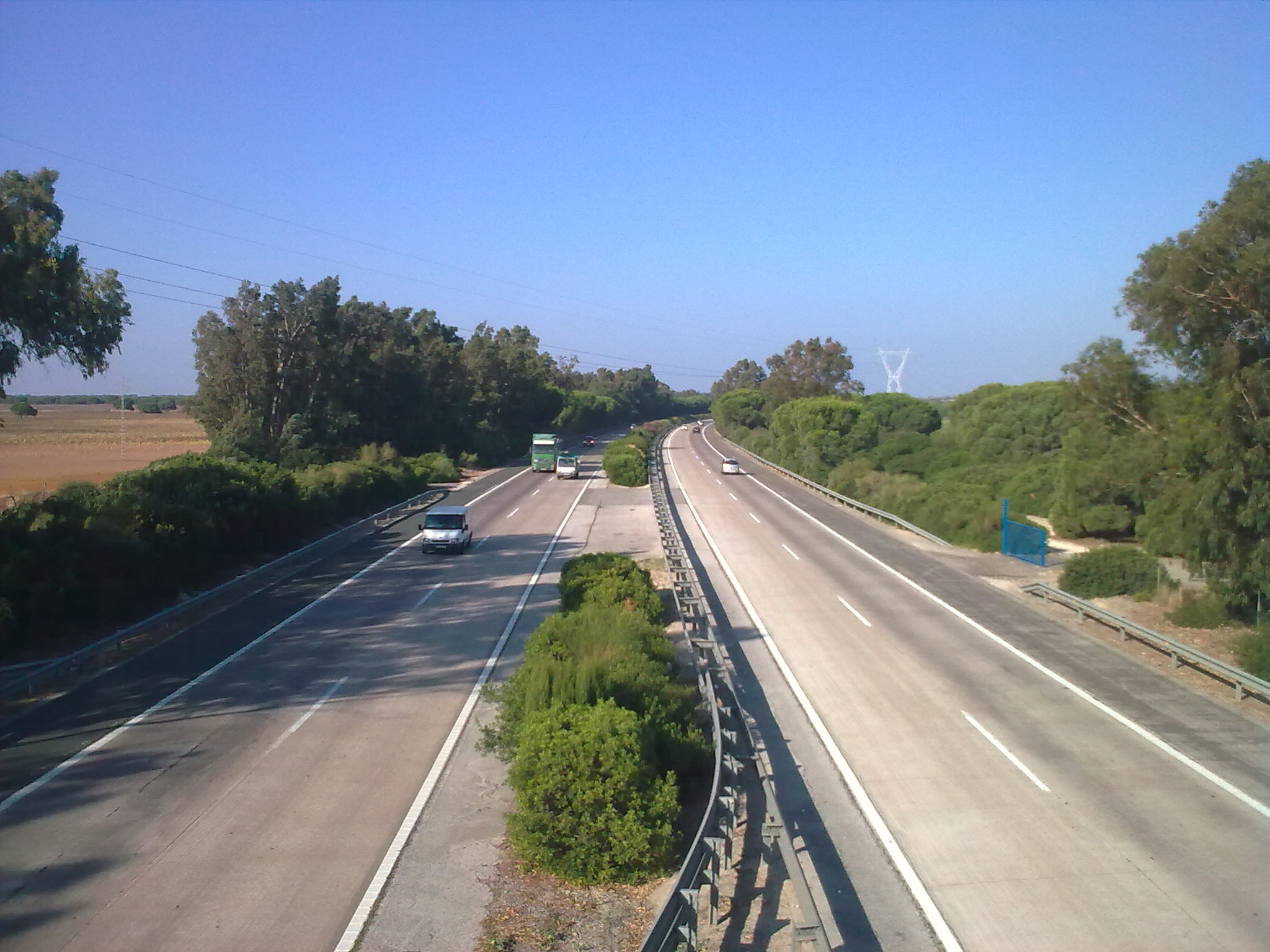
Tramo de la autopista AP-4, la primera autopista de peaje de Andalucía que une Sevilla con Cádiz.

Los ejes principales se han convertido en autovía en buena parte, con lo que Andalucía tiene una buena dotación de autovías. El principal acceso a Andalucía desde el interior es la Autovía del Sur (A-4), que va de Madrid a Cádiz por Despeñaperros. Esta autovía pasa por Bailén desde donde parte la A-44 hacia Jaén, Granada y Motril; por Córdoba, donde empieza la A-45 hacia Antequera y Málaga, y por Sevilla, antes de terminar en Cádiz.
La comunidad autónoma es atravesada de este a oeste por la autovía A-92 (Sevilla-Antequera-Granada-Almería), considerada como la columna vertebral de Andalucía. Posee ramales hacia Málaga (A-92M), Granada (A-92G) y la Región de Murcia (A-92N).
La autopista A-49 Sevilla-Huelva sigue hacia el oeste hasta Portugal. La A-66 une Sevilla con Gijón pasando por Mérida y Salamanca, uniendo todo el oeste de España.
El otro gran eje transversal es la Autovía del Mediterráneo (A-7) que une Algeciras con Barcelona pasando, entre otras poblaciones, por Málaga, Motril y Almería. Está por concluir la autovía A-48 entre Cádiz y Algeciras, aunque como alternativa a este tramo costero existe la autovía A-381 de Jerez de la Frontera a Los Barrios.
Existen dos autopistas de peaje en el territorio andaluz. Se puede viajar de Sevilla a Cádiz por la AP-4. La otra autopista de peaje en Andalucía es la AP-7, alternativa a la A-7 entre Málaga y Guadiaro, y entre Vera y Cartagena.
Con todo, la red de carreteras es inferior a las necesidades de la región. Sólo tres de las áreas metropolitanas de Andalucía poseen autovías de circunvalación (Sevilla, Málaga y Granada), y varios ejes de interés general son carreteras convencionales. Además, las carreteras andaluzas suelen presentarse congestionadas en épocas vacacionales, y tienen mucho tráfico pesado desde las zonas agrícolas de la costa. Puntualmente, el paso de marroquíes que trabajan en Europa congestiona las carreteras hacia Tarifa y Algeciras.
La estructura de las comunicaciones terrestres no responde a las necesidades de la comunidad sino a las necesidades de comunicación entre Andalucía y Madrid, por lo que faltan, en buena medida, ejes transversales. En este sentido se ha proyectado la Autovía del Olivar o Eje Diagonal Intermedio que unirá Estepa con Úbeda, así como una autovía diagonal Badajoz-Córdoba-Granada, y una conexión de Jaén con el Levante español. Otros ejes secundarios dan acceso a la multitud de pueblos que existen.
Todas las capitales de provincia andaluzas están directamente ligadas con alguna autovía a sus vecinas excepto Huelva y Cádiz. Hasta el momento no se ha aprobado ninguna alternativa debido a razones ambientales, al afectar al entorno del parque nacional de Doñana. Existen estudios alternativos y una propuesta sería sobre la carretera A-484, aunque aún no se han materializado en un estudio.

## Ferrocarril

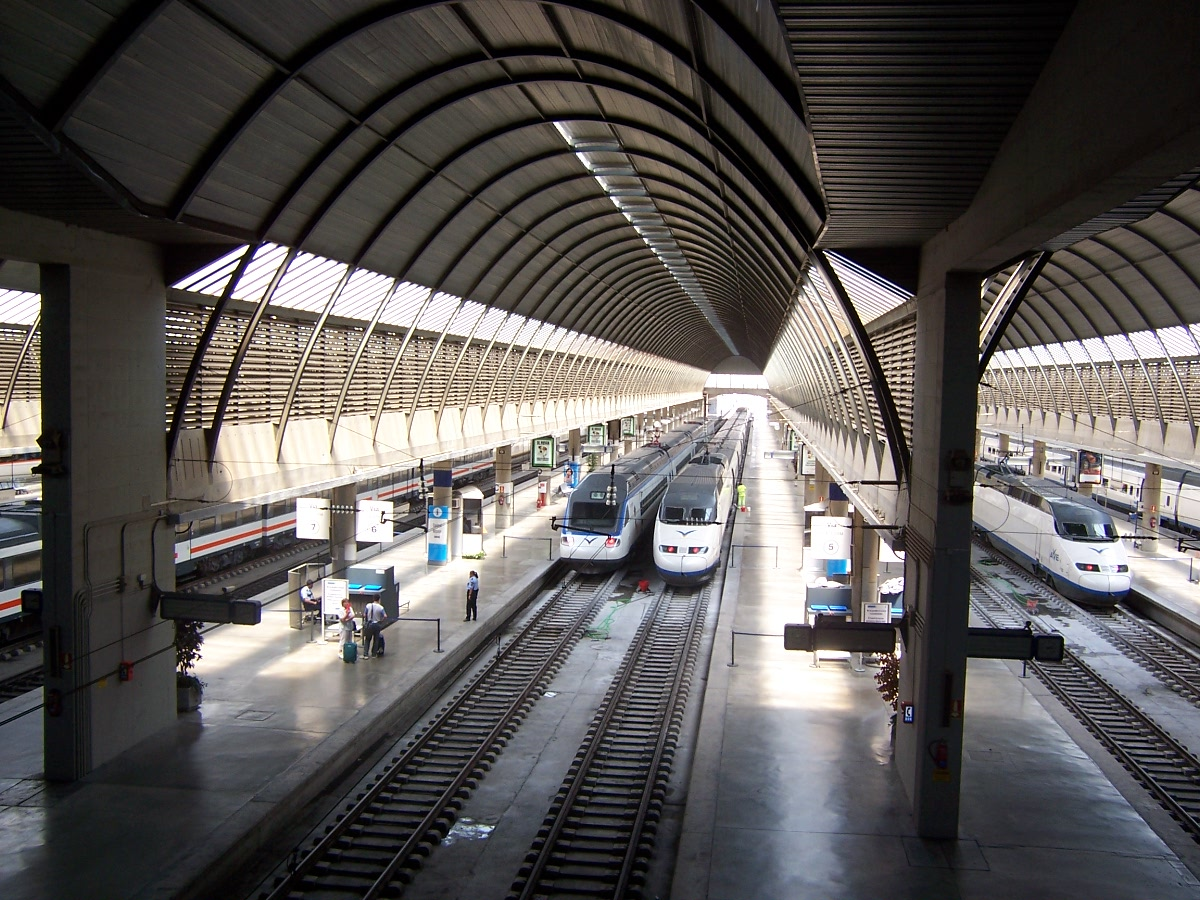
Estación de Santa Justa, Sevilla.

Red de alta velocidad en Andalucía.

Líneas de Media Distancia en Andalucía.

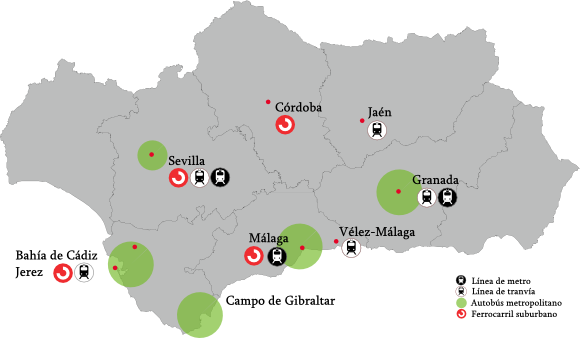
Transporte urbano y metropolitano en Andalucía

El Ferrocarril ha pasado de ser un problema en los últimos 15 años, a ser un medio de transporte clave en los planes de infraestructuras. Pese a que se han modernizado algunos trenes, la red aún sigue estando basada en las vías construidas en el siglo XIX, con una estructura centralizada hacia Sevilla y Madrid. Las rutas principales son Madrid-Linares-Jaén/Córdoba-Sevilla-Cádiz/Huelva, Córdoba-Bobadilla-Málaga/Algeciras, Linares-Moreda y el Eje Ferroviario Transversal Sevilla-Antequera-Granada-Almería. A través de Córdoba se hace por Alta Velocidad, aunque por Jaén por vía convencional.
Las propietarias de las líneas ferroviarias de Andalucía son Adif y Ferrocarriles Andaluces. Los servicios ferroviarios los presta Renfe.
La alta velocidad andaluza fue pionera en España ya que el primer trayecto fue el de Sevilla-Madrid en 1992, con la inauguración del Nuevo Acceso Ferroviario a Andalucía. La línea de Alta Velocidad Córdoba-Málaga, para unir Málaga con Madrid, ya funciona con normalidad, lo que brinda a Córdoba de 30 trenes AVE diarios a Madrid. Además, se encuentran en proyecto o construcción en algunos tramos las líneas Cádiz-Jerez-Sevilla, Huelva-Sevilla, Jaén-Córdoba, Jaén-Madrid, Almería-Granada y Antequera-Ronda-Algeciras.
Los proyectos más ambiciosos son el corredor ferroviario de la Costa del Sol, que pretende unirá Málaga con Algeciras, y el Eje Ferroviario Transversal Huelva-Sevilla-Granada-Almería, conocido como la A-92 ferroviaria.
| Total | 2.177.071 | 162.562' | 419.035 | 240.652 | 67.025 | 444.829 | 180.411 | 53.047 | 609.510 |

## Transporte metropolitano de Andalucía
El transporte metropolitano público de Andalucía depende de distintos Consorcios que aúnan el transporte por autobús y los servicios de trenes metropolitanos. El servicio de autobús lo sirven empresas que pasaron concurso público y realizan un servicio público a la comunidad. Los trenes metropolitanos los opera Renfe en los núcleos de Cádiz, Sevilla, Málaga y Córdoba. Los tranvías y los metros son operados por la Junta, mediante empresas pública.

### Ferrocarril suburbano
Respecto al transporte ferroviario suburbano, Andalucía cuenta con tres núcleos de cercanías operados por Renfe que dan servicio a las tres mayores aglomeraciones urbanas de la comunidad: el cercanías Sevilla, compuesto por cinco líneas existentes ; cercanías Málaga, con dos líneas; y cercanías Cádiz también con dos líneas. 
| Cádiz   |                                            |
|         | Cádiz - Jerez de la Frontera               |
|         | Las Aletas - Universidad                   |
| Málaga  |                                            |
|         | Málaga - Fuengirola                        |
|         | Málaga - Álora                             |
| Sevilla |                                            |
|         | Lebrija - Utrera - Sevilla - Lora del Río  |
|         | Sevilla Santa Justa- Isla de la Cartuja    |
|         | Sevilla - Cazalla-Constantina              |
|         | Circular (Santa Justa - Sevilla Este)      |
|         | Jardines de Hércules - Sevilla - Benacazón |

### Metro
- Metropolitano de Granada
- Metro de Málaga
- Metro de Sevilla

| METRO DE SEVILLA | METRO DE SEVILLA | METRO DE SEVILLA | METRO DE SEVILLA | METRO DE SEVILLA | METRO DE SEVILLA |
| Línea            | Cabeceras        | Longitud         | Estaciones       | Andenes          | Inauguración     |
| ---------------- | ---------------- | ---------------- | ---------------- | ---------------- | ---------------- |
|                  |                  | 18 km            | 22               | 65 m             | 2/4/2009         |
|                  |                  | 12,5 km          | 17               | 65 m             | En proyecto      |
|                  |                  | 11 km            | 17               | 65 m             | En proyecto      |
|                  |                  | 15 km            | 19               | 65 m             | En proyecto      |

### Tranvía
- Tranvía Metropolitano de la Bahía de Cádiz
- Tranvía de Vélez-Málaga
- Metrocentro
- Tranvía de Jaén

| Tranvía de Sevilla      | Tranvía de Sevilla | Tranvía de Sevilla | Tranvía de Sevilla | Tranvía de Sevilla |
| Línea                   | Trayecto           | Longitud           | Paradas            | Inauguración       |
| ----------------------- | ------------------ | ------------------ | ------------------ | ------------------ |
| Tranvía MetroCentro     |                    | 2,2 km / 4.2 Km*   | 5 / 9*             | 14/10/200709/2023* |
| Tranvía de Alcalá       |                    | 12 km              | 12                 | 2023               |
| Tranvía de Dos Hermanas |                    | 5 km               | 7                  | 1ª fase terminada  |
| Tranvía del Aljarafe    |                    | - km               | -                  | En proyecto        |
| Tranvía de Los Palacios |                    | - km               | -                  | En proyecto        |

* ampliación de 2022 / 2023

## PISTA
El Consejo de Gobierno ha aprobado el Plan de Infraestructuras para la Sostenibilidad del Transporte en Andalucía (PISTA) 2007-2013, que supondrá una inversión de 30.000 millones de euros en infraestructuras y servicios de transporte.